# Acropternis orthonyx
Acropternis orthonyx là một loài chim trong họ Rhinocryptidae.